# Бертон (Огайо)
Бертон (англ. Burton) — селище (англ. village) в США, в окрузі Ґоґа штату Огайо. Населення — 1407 осіб (2020).

## Географія
Бертон розташований за координатами 41°28′14″ пн. ш. 81°8′42″ зх. д. / 41.47056° пн. ш. 81.14500° зх. д. (41.470623, -81.145094).  За даними Бюро перепису населення США в 2010 році селище мало площу 2,72 км², з яких 2,71 км² — суходіл та 0,01 км² — водойми.

## Демографія
Згідно з переписом 2010 року, у селищі мешкало 1455 осіб у 581 домогосподарстві у складі 362 родин. Густота населення становила 535 осіб/км².  Було 640 помешкань (235/км²).
Расовий склад населення:
| - 97,2 % — білих - 1,2 % — чорних або афроамериканців - 0,8 % — азіатів - 0,1 % — корінних американців |

До двох чи більше рас належало 0,4 %. Частка іспаномовних становила 1,3 % від усіх жителів.
За віковим діапазоном населення розподілялося таким чином: 21,9 % — особи молодші 18 років, 57,0 % — особи у віці 18—64 років, 21,1 % — особи у віці 65 років та старші. Медіана віку мешканця становила 42,8 року. На 100 осіб жіночої статі у селищі припадало 93,7 чоловіків;  на 100 жінок у віці від 18 років та старших — 90,1 чоловіків також старших 18 років.
Середній дохід на одне домашнє господарство  становив 52 271 долар США (медіана — 44 792), а середній дохід на одну сім'ю — 62 380 доларів (медіана — 54 464). Медіана доходів становила 50 125 доларів для чоловіків та 39 306 доларів для жінок. За межею бідності перебувало 14,6 % осіб, у тому числі 20,6 % дітей у віці до 18 років та 7,4 % осіб у віці 65 років та старших.
Цивільне працевлаштоване населення становило 577 осіб. Основні галузі зайнятості: освіта, охорона здоров'я та соціальна допомога — 25,6 %, роздрібна торгівля — 16,6 %, виробництво — 12,5 %, будівництво — 9,7 %.